# Leucania opalisans
Leucania opalisans là một loài bướm đêm trong họ Noctuidae.